# День «Баунти»
День «Баунти» — праздник, отмечаемый на островах Питкэрн и острове Норфолк и связанный с мятежом на британском корабле «Баунти». На островах Питкэрн он отмечается 23 января, в годовщину прибытия мятежников на остров и сожжения ими останков корабля, а на острове Норфолк — 8 июня, в годовщину прибытия на остров потомков мятежников с острова Питкэрн.

## История и празднование

### Мятеж на «Баунти»
28 апреля 1789 года на британском корабле «Баунти», находившемся в водах Тихого океана, произошел бунт против капитана Уильяма Блая. Мятежников возглавил Флетчер Кристиан, помощник капитана. Мятежники высадили капитана и верных ему членов экипажа в шлюпку недалеко от острова Тонга, а сами попытались учредить на одном из островов собственную колонию.

### День «Баунти» на острове Питкэрн
Изначально мятежники базировались на Таити, но долго оставаться там было опасно. Чтобы избежать встречи с карательной экспедицией, Кристиан вместе с частью команды решил найти убежище на необитаемом острове.
23 января 1790 года «Баунти», на борту которого, кроме 9 членов экипажа, находились 11 таитянских женщин, 6 таитянских мужчин и 1 ребёнок, подошел к берегам острова Питкэрн. Команда и пассажиры «Баунти» стали первыми жителями острова. В память об этом событии и был учрежден День «Баунти», который имеет на островах Питкэрн статус официального праздника.
В честь праздника проводятся различные мероприятия (например, состязания по гребле). Кульминацией праздника всегда является вечернее сожжение миниатюрной копии корабля «Баунти» в водах залива Баунти. Оно призвано напомнить о том, что мятежники после прибытия на острова сожгли корабль.

### День «Баунти» на острове Норфолк
День «Баунти» на острове Норфолк имеет лишь косвенное отношение к мятежу. С 1825 по 1854 годы остров использовали как место ссылки заключенных. В 1856 году население острова Питкэрн, который к тому времени страдал от перенаселения, вызванного высокой рождаемостью, с разрешения королевы Виктории переселилось на ставший к тому моменту необитаемым остров Норфолк.
8 июня 1856 года на остров Норфолк сошли первые переселенцы с Питкэрна. Поскольку они были потомками мятежников с корабля «Баунти», годовщина этого события была объявлена Днем «Баунти» и получила статус официального праздника. Интересно, что сейчас на острове Норфолк живёт в несколько раз больше потомков моряков «Баунти», нежели на Питкэрне.
Празднование Дня «Баунти» на острове Норфолк начинается с театрализованного представления, участники которого изображают переселенцев с Питкэрна. Администратор острова с женой встречают их у пристани Кингстона (столицы острова), после чего проходит торжественное шествие к кенотафу, где возлагаются венки в память о первых переселенцах. От кенотафа участники шествия идут к кладбищу, где поют гимны.
После этого празднующие собираются у здания правительства, где происходит объявление «Семьи года». Этот титул может быть присвоен семьям, чьи представители носят фамилию Квинтал, Эванс, Маккой, Баффет, Адамс, Ноббс, Кристиан или Янг (то есть являются потомками одного из мятежников с «Баунти»). Затем организовываются различные игры и развлечения для детей, а кульминацией праздника становится традиционный бал.